# واي دونت وي
واي دونت وي (تعرف باسم WDW ) هي فرقة أمريكية تتكون من زاك هيرون وجاك أفيري ودانييل سيفي وكوربين بيسون وجونا ماريه. تم تشكيلها في 27 سبتمبر 2016.

## التأثيرات الموسيقية
استشهدت الفرقة بجاستن بيبر كمصدر إلهام موسيقي رئيسي لها ، بالإضافة إلى بويز II مين ودريك وإد شيران ودونالد غلوفر وجون بليون وفرانك أوشن .

## أعضاء الفرقة

### جاك أفيري
ولد جاك روبرت أفيري (مواليد 1 يوليو 1999) في بوربانك ، كاليفورنيا ، لكنه نشأ في سسكويهانا ، بنسلفانيا.

### كوربين بيسون
ولد كوربين ماثيو بيسون (مواليد 25 نوفمبر 1998) في دالاس ، تكساس ،  ونشأ في فيرجينيا .

### زكاري هيرون
زاكاري دين هيرون (من مواليد 27 مايو 2001) ، أصغر عضو في الفرقة ، نشأ في روليت ، تكساس .

### جونا ماريه
نشأ جونا ماريه روث فرانتزيتش (من مواليد 16 يونيو 1998) ، أكبر عضو في المجموعة ، في ستيلووتر ، مينيسوتا .

### دانيال سيفي
نشأ دانيال جيمس سيفي (من مواليد 2 أبريل 1999) في فانكوفر ، واشنطن .

## ديسكغرفي
- 8 رسائل (2018)
- الأوقات الجيدة والسيئة (2021)

## روابط خارجية
- الموقع الرسمي